# Maşlıq
Maşlıq è un comune dell'Azerbaigian situato nel distretto di Cəlilabad. Conta una popolazione di 3 515 abitanti.